# 渡辺瑞美
渡辺 瑞美（わたなべ みずよし、1896年（明治29年）7月7日 - 1980年（昭和55年）4月1日）は、日本の内務官僚。最後の官選秋田県知事。

## 経歴
鳥取県出身。1916年、島根県師範学校を卒業。1921年、小学校訓導となる。1924年11月、高等試験行政科試験に合格。東京市に入り土木局勤務となる。
その後、内務省に転じた。以後、鹿児島県商工水産課長、同学務課長、兵庫県健康保険課長、同労務課長、福岡県知事官房主事、同人事課長、同総務課長、沖縄県学務部長、三重県学務部長、広島県官房長、秋田県内務部長兼民生部長などを歴任。
1947年3月、前任の蓮池公咲が知事選に出馬のため辞任したことに伴い秋田県知事に昇格。県議会議員選挙、知事選挙などを執行して同年4月に知事を退任。
その後、蓮池知事、さらに次の池田徳治知事のもとで、1952年末まで副知事を務めた。副知事退職は地方自治法163条但書による解職であり、当該条項による副知事解職は日本全国で初である。
1954年から死去するまで三洋電機顧問に在任。